# Григорій Ховрах
Григорій Ховрах (нар. 26 лютого 1966) — український сценарист. Член Національної спілки кінематографістів України.

## Життєпис
Григорій Ховрах працював у театрі актором, монтувальником сцени, звукорежисером, драматургом.
З 1990-х років Григорій Ховрах працює на українському телебаченні. Починав на телеканалі «Асава сервіс», згодом був сценаристом та головним редактором багатьох програм, у тому числі «Сніданку з 1+1» на телеканалі «1+1».
Співпрацював із Андрієм Данилком на телевізійних проєктах «СВ-шоу» та «Шоу Вєрки Сердючки».

## Фільмографія
- 2003 «За двома зайцями»
- 2003 «Снігова королева»[1][2]
- 2004 «Дванадцять стільців»[3]
- 2005—2006 «Леся+Рома»
- 2006 «Пригоди Вєрки Сердючки»
- 2006 «Не наїжджай на Діда Мороза»[4]
- 2007 «Діви ночі»
- 2007 «Кольє для снігової баби»[5]
- 2008 «Мільйон від Діда Мороза»
- 2008 «Донечка моя»[6]
- 2009 «Червона Шапочка»
- 2010 «Сусіди»[7]
- 2010—2011 «Маруся»
- 2012 «Джамайка»
- 2015 «Ніконов і Ко»[8]